# Eccellenza Basilicata
L'Eccellenza Basilicata  è il massimo campionato regionale della Basilicata. La competizione è organizzata dalla Lega Nazionale Dilettanti e dal comitato regionale della Basilicata. Al campionato vi prendono parte 16 squadre, che si affrontano in un girone unico all'italiana che prevede play-off e play-out.

## Formula
Al campionato d'Eccellenza Lucano prendono parte 16 squadre, che si affrontano in un girone all'italiana che prevede 30 partite stagionali. la prima classificata viene promossa in Serie D, mentre l'ultima in classifica retrocede nel campionato di Promozione regionale. Dalla stagione 2006-2007 sono previsti anche i play-off per decretare la squadra che disputerà la fase nazionale (prima di allora era la seconda classificata a beneficiare l'accesso ai play-off nazionali), ed i play-out per la retrocessione di una seconda squadra, che inizialmente prevedeva la retrocessione diretta degli ultimi tre club. 

## Partecipazioni
In 34 stagioni di Eccellenza (esclusa la stagione 2020-2021, non disputata) hanno partecipato le seguenti 88 squadre (in grassetto le squadre che sono in organico nel 2025-2026):
- 31:  Vultur Rionero
- 22:  Ferrandina,  Moliterno
- 20:  Murese
- 19:  Angelo Cristofaro,  Avigliano[1]
- 17:  Lykos[2]
- 16:  Venosa[3]
- 15:  Policoro
- 14:  Lagonegro,  Tricarico
- 13:  Brienza
- 12:  AZ Picerno
- 11:  FC Francavilla,  Marconia[4],  Pisticci[5]
- 10:  Pomarico,  Sporting Genzano[6],  Villa d'Agri
- 9:  Atella Monticchio,  Castelluccio,  Lavello,  Melfi,  Ruggiero di Lauria
- 8:  Ricigliano[7]
- 7:  Latronico Terme,  Maratea,  Montescaglioso,  Real Metapontino,  Santarcangiolese,  Sporting Pignola
- 6:  Baragiano,  Irsinese,  Lauria[8],  Pescopagano,  Pietragalla,  Real Senise,  Rotonda,  Tito,  Viggiano
- 5:  Balvano,  Cogliandrino,  Gaetano Scirea Matera[9],  Paternicum,  Vietri,  Vitalba
- 4:  Bernalda,  Gaetano Romanelli Valdiano[10]
- 3:  Abriola,  Agromonte,  Banzi,  Bellese,  Città dei Sassi Matera[11],  Forza Matera,  Grumentum Val d'Agri,  Invicta Potenza[12],  Matera[13],  Miglionico,  San Cataldo,  Sporting Montalbano
- 2:  Alto Bradano Genzano,  Armento,  Borussia Pleiade,  Chiaromonte,  Edilceramiche Rossellino Potenza,  Fiocal Calvello,  Potenza,  Rossoblu Potenza[14],  Ripacandida,  Sporting Matera,  Sporting Potenza,  Tursi[15]
- 1:  ASC Potenza[16],  Atletico Lauria,  Atletico Montalbano,  Atletico Potenza[17],  Basilicata,  Corleto Perticara,  Fides Scalera,  Fortis Murgia,  Fortitudo San Tarcisio Rionero,  Lagopesole,  Lauria Mercure,  Pro Loco Spinoso,  Real Chiaromonte,  Real Ruoti,  Satriano,  Scanzano

## Albo d'oro
| Stagione | Vincitore                                   | Promossa ai Playoff Nazionali               | Partecipa ai Playoff Nazionali              |
| -------- | ------------------------------------------- | ------------------------------------------- | ------------------------------------------- |
| 1991-92  | Vultur Rionero                              |                                             |                                             |
| 1992-93  | Melfi                                       |                                             |                                             |
| 1993-94  | Invicta Potenza                             |                                             | Rotonda                                     |
| 1994-95  | Melfi                                       |                                             | Villa d'Agri                                |
| 1995-96  | Villa d'Agri                                |                                             | Ferrandina                                  |
| 1996-97  | Lagonegro                                   |                                             | Vultur Rionero                              |
| 1997-98  | Policoro                                    |                                             | Villa d'Agri                                |
| 1998-99  | Ferrandina                                  |                                             | Vultur Rionero                              |
| 1999-00  | Materasassi                                 |                                             | FC Francavilla                              |
| 2000-01  | Pisticci                                    |                                             | FC Francavilla                              |
| 2001-02  | ASC Potenza                                 |                                             | FC Francavilla                              |
| 2002-03  | Bernalda                                    |                                             | Ruggiero di Lauria                          |
| 2003-04  | Lavello                                     |                                             | Ruggiero di Lauria                          |
| 2004-05  | FC Francavilla                              |                                             | Sporting Genzano                            |
| 2005-06  | Sporting Genzano                            |                                             | Avigliano                                   |
| 2006-07  | Horatiana Venosa                            |                                             | Avigliano                                   |
| 2007-08  | Sporting Genzano                            |                                             | Ricigliano                                  |
| 2008-09  | Pisticci                                    |                                             | Angelo Cristofaro                           |
| 2009-10  | Fortis Murgia                               |                                             | Angelo Cristofaro                           |
| 2010-11  | Angelo Cristofaro                           |                                             | Atella Monticchio                           |
| 2011-12  | Atletico Potenza                            |                                             | Real Metapontino                            |
| 2012-13  | Real Metapontino                            |                                             | Gaetano Romanelli Valdiano                  |
| 2013-14  | Rossoblu Potenza                            |                                             | AZ Picerno                                  |
| 2014-15  | AZ Picerno                                  |                                             | Real Metapontino                            |
| 2015-16  | Vultur Rionero                              |                                             | Real Metapontino                            |
| 2016-17  | Real Metapontino                            |                                             | Lagonegro                                   |
| 2017-18  | Rotonda                                     |                                             | Lagonegro                                   |
| 2018-19  | Grumentum Val d'Agri                        |                                             | Lavello                                     |
| 2019-20  | Lavello                                     | Rotonda                                     |                                             |
| 2020-21  | Stagione annullata per pandemia di COVID-19 | Stagione annullata per pandemia di COVID-19 | Stagione annullata per pandemia di COVID-19 |
| 2021-22  | Matera Grumentum                            |                                             | Vultur Rionero                              |
| 2022-23  | Rotonda                                     |                                             | Città dei Sassi Matera                      |
| 2023-24  | FC Francavilla                              |                                             | San Cataldo                                 |
| 2024-25  | Ferrandina                                  |                                             | Marconia                                    |

## Statistiche e record

### Titoli per squadra
| Squadra              | Titoli | Edizioni             |
| -------------------- | ------ | -------------------- |
| Vultur Rionero       | 2      | 1991-1992, 2015-2016 |
| Melfi                | 2      | 1992-1993, 1994-1995 |
| Matera               | 2      | 1999-2000, 2021-2022 |
| Pisticci             | 2      | 2000-2001, 2008-2009 |
| Lavello              | 2      | 2003-2004, 2019-2020 |
| FC Francavilla       | 2      | 2004-2005, 2023-2024 |
| Sporting Genzano     | 2      | 2005-2006, 2007-2008 |
| Real Metapontino     | 2      | 2012-2013, 2016-2017 |
| Rotonda              | 2      | 2017-2018, 2022-2023 |
| Ferrandina           | 2      | 1998-1999, 2024-2025 |
| Invicta Potenza      | 1      | 1993-1994            |
| Villa d'Agri         | 1      | 1995-1996            |
| Lagonegro            | 1      | 1996-1997            |
| Policoro             | 1      | 1997-1998            |
| ASC Potenza          | 1      | 2001-2002            |
| Bernalda             | 1      | 2002-2003            |
| Horatiana Venosa     | 1      | 2006-2007            |
| Fortis Murgia        | 1      | 2009-2010            |
| Angelo Cristofaro    | 1      | 2010-2011            |
| Atletico Potenza     | 1      | 2011-2012            |
| Rossoblu Potenza     | 1      | 2013-2014            |
| AZ Picerno           | 1      | 2014-2015            |
| Grumentum Val d'Agri | 1      | 2018-2019            |

Sotto è riportato il numero di titoli per squadra di campione regionale lucano dalla prima edizione calcistica ufficiale nel 49-50 fino al primo campionato di Eccellenza.
| Squadra           | Titoli | Edizioni                                             |
| ----------------- | ------ | ---------------------------------------------------- |
| Melfi             | 5      | 1953-1954, 1955-1956 1963-1964, 1976-1977, 1980-1981 |
| Matera            | 3      | 1952-1953, 1961-1962, 1964-1965                      |
| Potenza           | 3      | 1956-1957, 1958-1959, 1986-1987                      |
| Vultur Rionero    | 3      | 1957-1958, 1972-1973, 1978-1979                      |
| Policoro          | 3      | 1966-1967, 1969-1970, 1983-1984                      |
| Orazio Flacco     | 3      | 1967-1968, 1971-1972, 1974-1975                      |
| Lavello           | 3      | 1968-1969, 1979-1980, 1984-1985                      |
| Avigliano         | 3      | 1975-1976, 1977-1978, 1990-1991                      |
| Juventina Potenza | 2      | 1949-1950, 1950-1951                                 |
| Moliterno         | 2      | 1951-1952, 1989-1990                                 |
| Pescopagano       | 2      | 1954-1955, 1962-1963                                 |
| Invicta Potenza   | 2      | 1959-1960, 1960-1961                                 |
| Bernalda          | 2      | 1965-1966, 1973-1974                                 |
| Tricarico         | 1      | 1970-1971                                            |
| Eraclea Policoro  | 1      | 1981-1982                                            |
| Real Genzano      | 1      | 1982-1983                                            |
| Forastiere Senise | 1      | 1985-1986                                            |
| Pro Matera        | 1      | 1987-1988                                            |
| Pisticci          | 1      | 1988-1989                                            |